# Cetonia prasinata
Cetonia prasinata är en skalbaggsart som beskrevs av Thierry Bourgoin 1915. Cetonia prasinata ingår i släktet Cetonia och familjen Cetoniidae. Inga underarter finns listade i Catalogue of Life.